# Kościół śś. Cypriana i Korneliusza w Ganderkesee
Kościół śś. Cypriana i Korneliusza (niem. St. Cyprian und Cornelius) – protestancka świątynia parafialna w niemieckiej gminie Ganderkesee, w kraju związkowym Dolna Saksonia.

## Historia
Budowę kościoła rozpoczęto w 1052 roku na zlecenie biskupa Adalberta. Wieża kościoła pochodzi z XII wieku, obecny korpus nawowy z wieku XV. W 1699 zainstalowano organy, w 1760 zostały one rozbudowane. 

## Architektura
Świątynia gotycka z romańską wieżą, trójnawowa, posiadająca układ halowy. Wnętrze kościoła jest jasne, ściany są okryte białym tynkiem, w północnej nawie kościoła znajduje się empora.

## Galeria

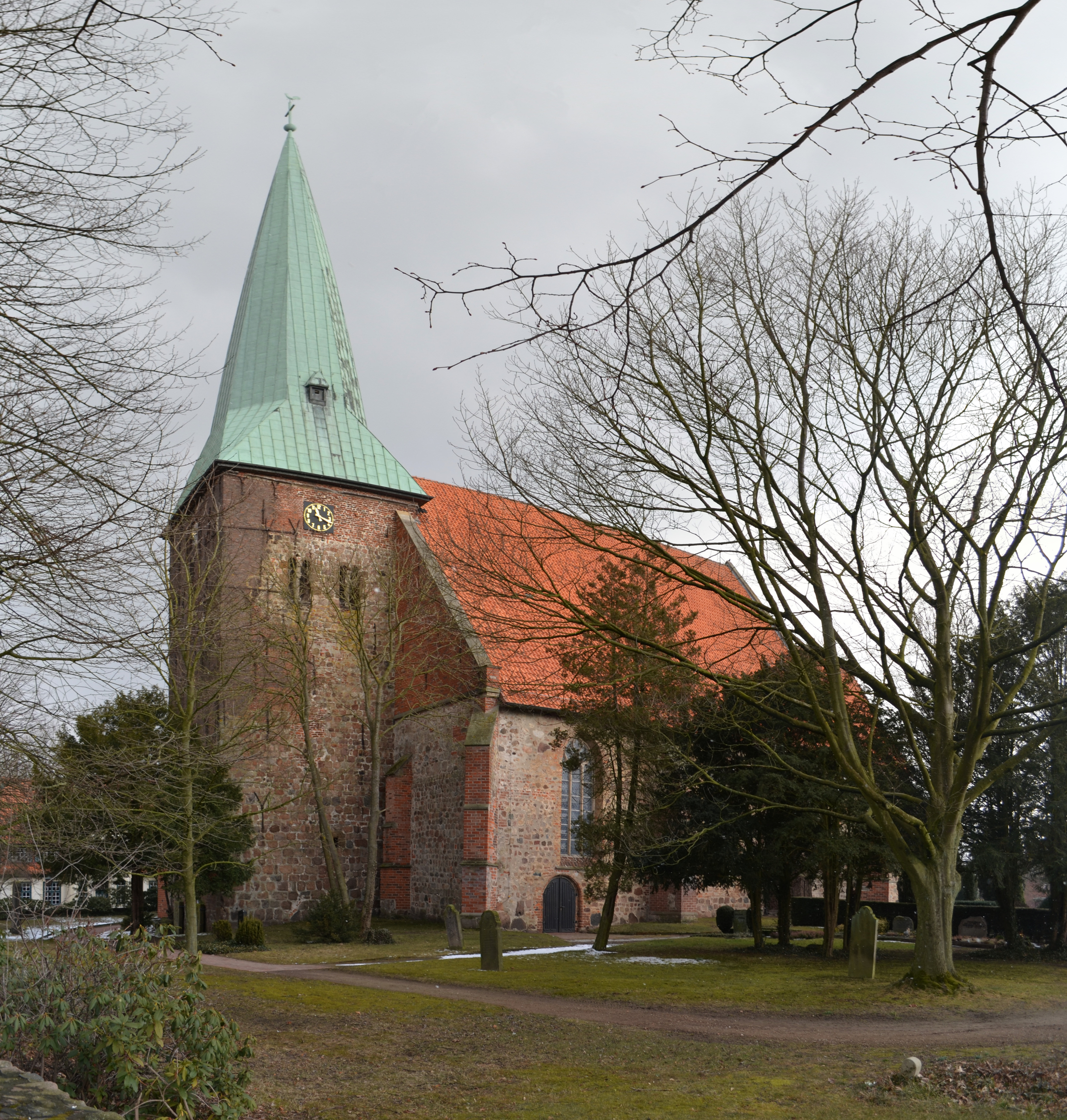
Widok z południowego zachodu
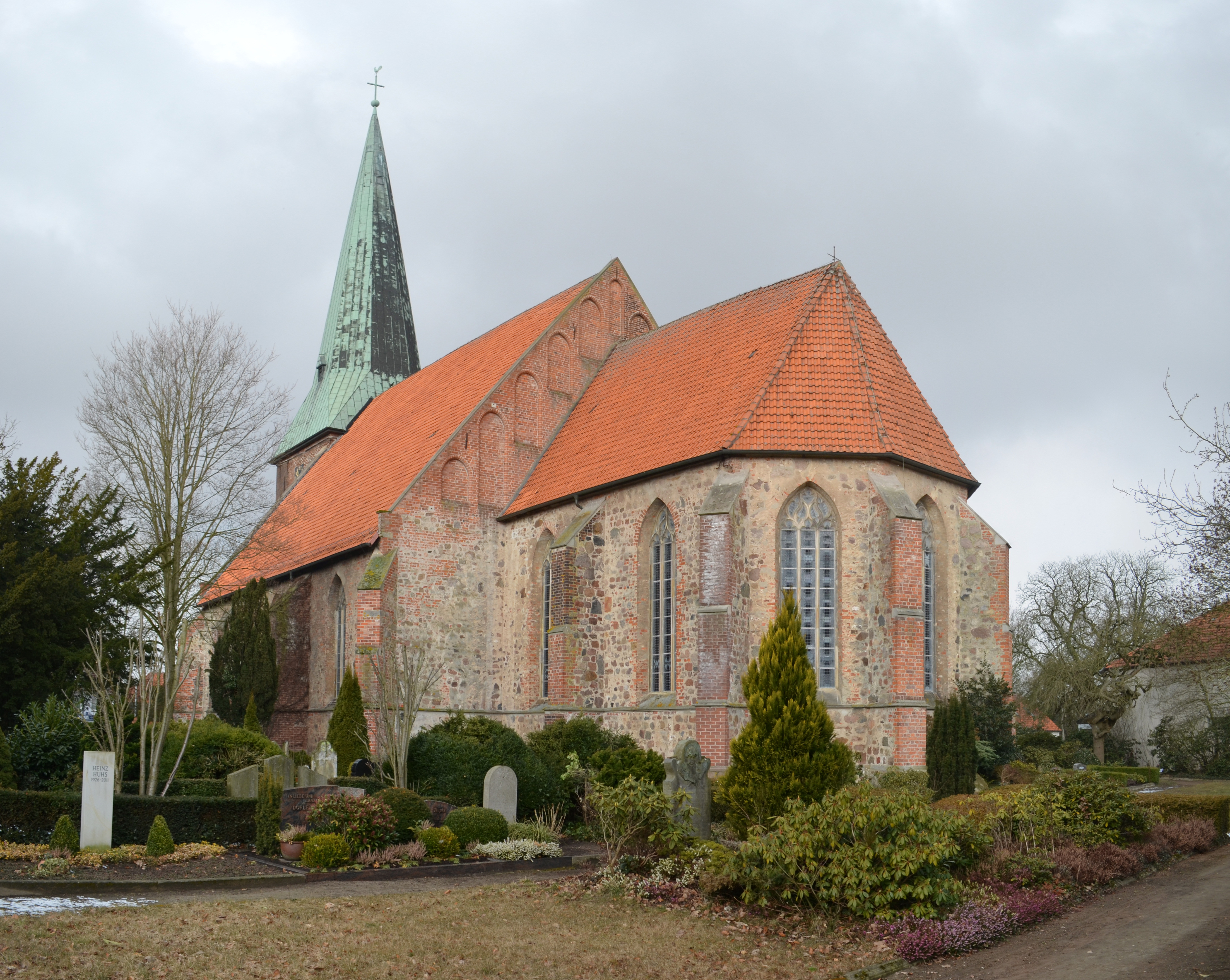
Prezbiterium
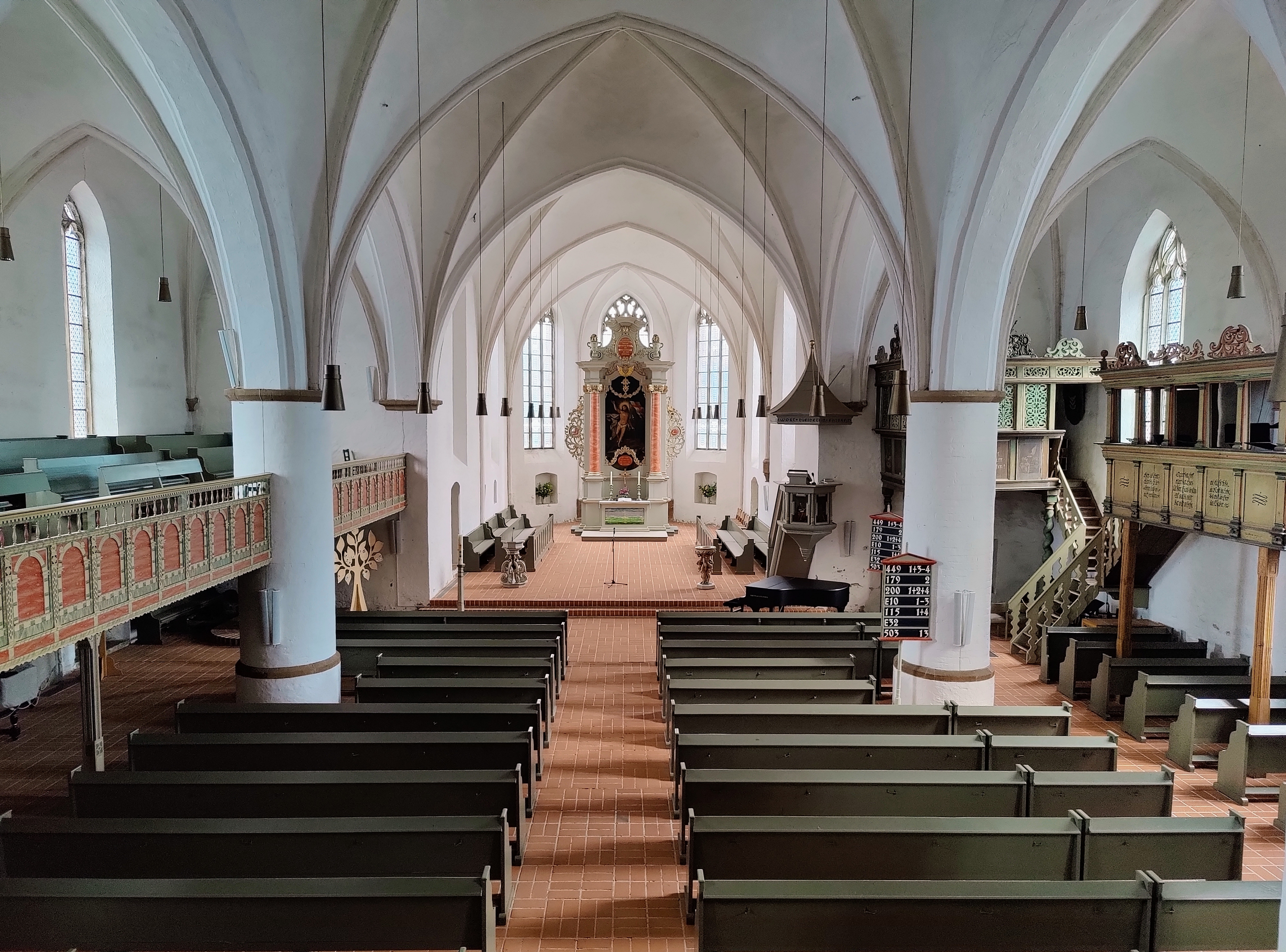
Wnętrze
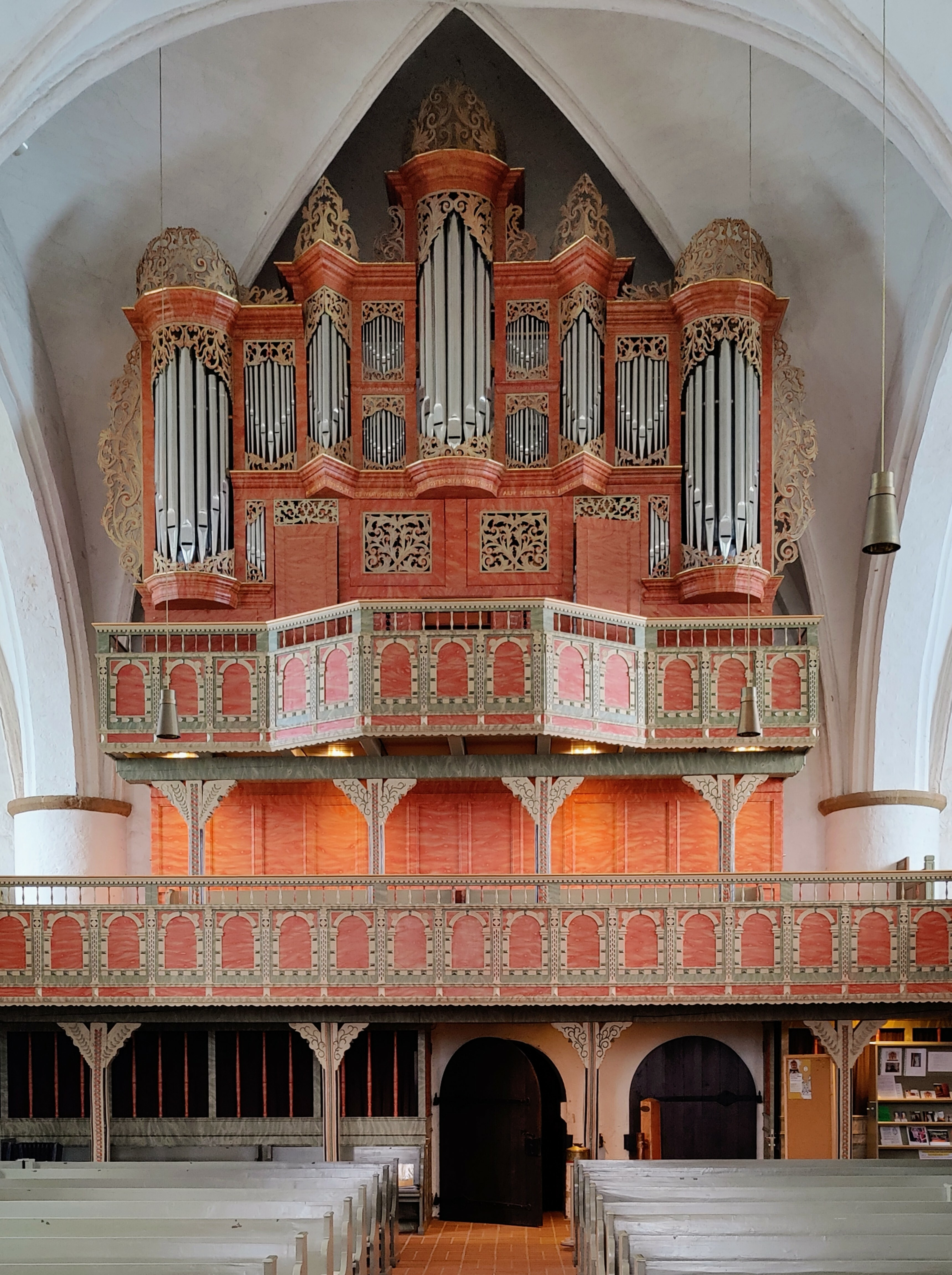
Organy